# Les Irois (ort)
Les Irois är en ort i Haiti.   Den ligger i departementet Grand'Anse, i den västra delen av landet, 220 km väster om huvudstaden Port-au-Prince. Les Irois ligger 14 meter över havet och antalet invånare är 2 265.
Terrängen runt Les Irois är kuperad österut, men åt nordväst är den platt. Havet är nära Les Irois åt sydväst. Runt Les Irois är det ganska tätbefolkat, med 139 invånare per kvadratkilometer. Närmaste större samhälle är Dame-Marie, 17,6 km norr om Les Irois. 